# (13129) Poseidonios
(13129) Poseidonios ist ein Asteroid des Hauptgürtels, der am 12. August 1994 vom belgischen Astronomen Eric Walter Elst am La-Silla-Observatorium (IAU-Code 809) der Europäischen Südsternwarte in Chile entdeckt wurde.
Der Asteroid wurde am 22. April 2016 nach dem griechischen Philosophen, Geschichtsschreiber und Universalgelehrten Poseidonios (135 v. Chr.–51 v. Chr.) benannt, der der philosophischen Schule der mittleren Stoa zuzurechnen ist und dessen Beitrag zur stoischen Affektenlehre von besonderem Interesse ist.